# Philadelphia 76ers
Philadelphia 76ers je američka profesionalna košarkaška momčad iz grada Philadelphije, u saveznoj državi Pennsylvaniji. Osnovana je 1939.g. pod nazivom Syracuse Nationals. 1946.g. priključili su se NBL ligi. Nastupaju u NBA ligi od samog početka i najstarija su momčad lige. 1963.g. seli se u Philadelphiju i mijenja ime u 76ers, u čast Američke deklaracije o nezavisnosti, koja je objavljena 1776.g. u tom gradu.

## Dvorane
Convention Hall i Philadelphia Arena (1963. – 1967.)
The Spectrum (1967. – 1996.)
Wells Fargo Center (1996.-)

## Vanjske poveznice
- (engl.)Philadelphia 76ers službene internet stranice